# Calanque de Port-Pin
La calanque de Port-Pin est une des nombreuses calanques de la côte méridionale de Marseille. On y accède par la mer, ou par un chemin côtier partant de la calanque de Port-Miou après quelques minutes de marche.
Elle est un lieu de villégiature apprécié des touristes par sa facilité d'accès.
Depuis le centre-ville de Cassis, un circuit de randonnée permet aux promeneurs de profiter de la plus petite et la plus intime des calanques, ainsi que de ses pins d'Alep qui poussent en équilibre sur la roche. 
Cette calanque offre également une petite “plage” de sable en pente douce (non surveillée).